# Adam Lorenc
 (juillet 2020).
Pour les articles homonymes, voir Lorenc.
Adam Lorenc est un joueur polonais de volley-ball né le 30 octobre 1998 à Żary. Il joue comme attaquant. Pour la saison 2020/2021, dans l'équipe Cuprum Lubin.

## Palmarès

### Clubs
Championnat de Pologne D2:
- 2019